# Atelosteogénesis tipo I
La atelosteogénesis tipo I es una enfermedad poco frecuente de origen genético que causa alteraciones graves del esqueleto. Se incluye dentro del grupo de trastornos llamados osteocondrodisplasias o displasias óseas. forma parte de los Trastornos de FLNB.
| Trastornos de FLNB - Atelosteogénesis tipo I (AOI) (incluye displasia Boomerang) - Atelosteogénesis tipo III (AOIII) - Síndrome de Larsen - Osteocondrodisplasia de Piepkorn - Síndrome de sinostosis espondilocarpotarsal (SCT) |

## Manifestaciones
Los recién nacidos afectados presentan graves alteraciones, entre ellas talla baja, extremidades cortas, insuficiencia cardiorrespiratoria, alteraciones craneales que incluyen hipertelorismo, paladar hendido y micrognatismo. Son frecuentes las luxaciones de cadera rodilla y codo. La expectativa de vida es corta, con frecuencia nacen muertos o fallecen poco después del nacimiento.

## Etiología
Está causada por una mutación en el gen FLNB que codifica la filamina B. La filamina B es una proteína que desempeña importantes funciones en la formación del citoesqueleto celular. El citoesqueleto es un entramado tridimensional de proteínas situado en 
el interior de la célula que mantiene su estructura e interviene en el transporte y división celular.